# フランスの国旗

明るいバージョン。1976年に大統領ジスカール・デスタンの意向により上の濃いバージョンから変更した仕様。1976年から2020年までエリゼ宮殿の政府用旗として使われていた。

濃いバージョンと明るいバージョンの比較

フランスの国旗は、通称トリコロール（仏: Tricolore, 三色の意）と呼ばれる旗である。

## 概要
歴史的にはこのフランス三色旗はラファイエット（ないしはバイイ）により大革命期の1789年7月に発案され、7月に創設されたばかりのパリ市民軍の標章「青・赤」にラファイエット（バイイ）がさらに「白」を加え誕生したとするのが通説である。
赤と青は、パリ市の標章として用いられていたものを、パリ市民軍に転用したものであり、フランス革命軍が帽子に付けた帽章の色に由来し、白はブルボン朝の象徴である白百合に由来する。「青」は正式には「藍色」であるが、おもに軍用機に使われる国旗をモチーフとした国籍マークやフィンフラッシュについては、同じ赤・白・濃紺という配色の似ているイギリス軍のものと区別するために明るい青を用いることもある。
現行のフランス法律上での国旗についての規定は、この憲法第2条2項の「国の象徴は、青・白・赤の3色旗である」のみで、細かい色調・寸法などデザインについての規定が存在しないが、配色は第二帝政以来の慣行によりフランス海軍水路海洋部発行の仕様図に基づき、色帯は1946年10月27日憲法第2条「国の象徴は、同じ寸法の3つの垂直の色帯からなる青・白・赤の3色旗である」により同じ幅に設定されており、第五共和政になった後に変更がないと見なされる。
色の表象についてフランス憲法は第2条2項において国旗を、4項において国の標語「自由、平等、友愛」を規定しているが、4項の標語をそれぞれ国旗の色の表象に対して充てる明確な根拠はなく、「青は自由、白は平等、赤は友愛を表す」と解するのは俗説である。

## 歴史上あった旗

?フランス王国の旗 （12世紀 - 13世紀）
?フランス王国の旗 （13世紀 - 16世紀）
?ヌーベルフランスの旗 （1663年 - 1763年）
?フランス王国の旗 （17世紀 - 1790年）
?フランス王国の旗 （17世紀 - 1790年）
?フランス王国の旗（1790年 - 1794年）
??フランスの軍艦旗（1790年 - 1792年）
?フランス革命時に王党派が使用していた旗
?フランス第一共和政の国旗（1792年 - 1804年）
?フランス第一帝政の国旗（1804年 - 1814年）
?フランス王国の国旗（1814年- 1815年）
?百日天下期の国旗（1815年）
?フランス王国の国旗 （1815年 - 1830年）
?フランス7月王政の国旗（1830年 - 1848年）
?フランス第二共和政の国旗（1848年）
?フランス第二共和政の国旗（1848年 - 1852年）
? フランス第二帝政の国旗（1852年 - 1870年）
?フランス第三共和政の国旗（1871年 - 1940年）
?フランス国の国旗（1940年 - 1945年）
??フランス国の軍旗（1940年 - 1945年）
?自由フランスの軍旗 （1940年 - 1944年）
?フランス共和国臨時政府の国旗 （1944年 - 1946年）
?フランス第四共和政の国旗 （1946年 - 1958年）
フランス第五共和政の国旗 （1958年 - 1976年、2020年以降の政府用旗[2]）
フランス第五共和政の国旗 （1976年 - 2020年の政府用旗[2]、現在も民間用旗として有効）
? 軍艦旗および商船旗。縦横比2:3。
テレビインタビュー時用の国旗

## 規定
長年の間、トリコロールは30（青）:33（白）:37（赤）の比率となっていた。しかし、資料によっては数値の順番が異なるなど混乱が見られる。30:33:37は旗竿から遠い右ほどはためきにより幅狭く見えるのを補うため、33:30:37はこれは明るく見える白が人間の目には大きく見えるのを補うため、と説明される。現在は、海上用のみに利用され、陸上用では1946年10月27日憲法により、3色とも同じ幅と定められている。
国旗の色はそれぞれ非公式ではあるが国花として扱われている、青=矢車草（矢車菊）、白=マーガレット、赤=ヒナゲシの花で表現されることがある。
フランス革命直後は規定が無かったため、初期には赤・白・青の縦三色旗という現在とは反対の配色のもの（このパターンでは風下の青が晴天の空にまぎれて目立たないという欠点があった）をはじめ、さまざまな旗が掲げられた。第一共和政が成立した1792年に制定された旗は現在のオランダ国旗と同じ赤・白・青の横三色旗であった。1794年に現在の旗となり、1814年から1830年の王政復古時を除いて、現在まで使われ続けていたが2020年にエマニュエル・マクロン大統領によって青と赤の部分が改定された。

### 色の変更
現行のフランス憲法には「青・白・赤」の具体的な色合いについての規定がないため、大統領が細かい色調の指定に関する決定権を有する。
現行のフランス第五共和政の下では色合いに2度の変更があった。1976年に欧州連合の旗に合わせて、バレリー・ジスカールデスタン大統領によってエリゼ宮殿や他の大統領関係建物に掲揚される国旗の青色をネイビーブルーからブライトブルー（パントーンReflex Blue）に変更されたが、2020年7月13日にエマニュエル・マクロン大統領は青の色の変更を命じ、ブライトブルーから第二帝政以来の慣行で、フランス海軍水路海洋部発行の仕様図に基づく伝統のネイビーブルーに戻した（大統領演説の際に置かれる国旗はそれに先立つ2018年に変更されていた。一方、凱旋門の国旗は一貫してネイビーブルーの方である）。これによりエリゼ宮殿や他の大統領関係建物に掲揚される国旗は2020年以降に順次ネイビーブルーの方に戻された。2020年の変更は当初気づいた人はおらず、1年後の2021年11月に2人のジャーナリストの著書『エリゼ・コンフィデンシャル』（Élysée Confidential）で初めて明らかになり、大統領府も報道内容を認めた。

## 旧植民地や海外領土の旗

?フランス委任統治領シリアの旗 （1920年-1922年）
?フランス委任統治領シリアの旗（1922年-1932年）
?フランス統治時代のドゥルーズ派の旗
?フランス領時代のラオスの国旗
フランス領インドシナの旗
?委任統治領シリア時代のレバノンの旗（別の仕様）
?1957年–1958年（フランス領時のトーゴの国旗）
?フランス領モロッコの商船旗